# Ottone IV di Borgogna
Ottone IV di Borgogna (Ornans, prima del 1248 – Melun, 17 marzo 1303) fu Signore di Salins dal 1266, Conte di Chalon dal 1267, Conte di Borgogna dal 1279 e Conte consorte d'Artois dal 1302 alla sua morte.

## Origine
Secondo il documento n° LIV del Monumenta Zollerana, datato 1269, Ottone era figlio di Ugo di Châlon e della Contessa di Borgogna, Adelaide I, che, come risulta dal documento del contratto di matrimonio stipulato dai genitori, riportato nella Histoire généalogique des Sires de Salins (Besançon), Tome I, era la figlia maggiore del duca d'Andechs e di Merania e Conte consorte di Borgogna, Ottone I d'Andechs e di Merania e della prima moglie, la Contessa di Borgogna, Beatrice II, che era la figlia secondogenita (secondo il Monacho Novi Monasterii Hoiensis Interpolata era l'unica figlia) del Conte di Borgogna e, per un breve periodo anche conte di Lussemburgo, Ottone I e della moglie (il matrimonio viene confermato dal Historiens occidentaux II, Historia Rerum in partibus transmarinis gestarum ("L'estoire de Eracles Empereur et la conqueste de la terre d'Outremer"), Continuator) Margherita di Blois (1170-1230), che, come si apprende dal documento n° XXV degli Archives de la Maison-Dieu de Châteaudun, datato 1183, era figlia del conte di Blois, Châteaudun e Chartres, Tebaldo V e di Alice di Francia, a sua volta figlia del re di Francia Luigi VII e della duchessa d'Aquitania e Guascogna e contessa di Poitiers, Eleonora, come ci conferma la Chronica Albrici Monachi Trium Fontium.
Ugo di Chalon, come ci viene confermato dalla lettera, datata 1237, della Histoire généalogique de la maison de Vergy. era il figlio maschio primogenito del conte d'Auxonne e di Chalon e Signore di Salins, Giovanni I di Châlon detto il Saggio (1190-1267), discendente dagli Anscarici, e di Matilde di Borgogna (1190-1142), figlia del duca di Borgogna, Ugo III e, come ci viene confermato dalla Chronica Albrici Monachi Trium Fontium, della sua seconda moglie, Beatrice di Albon (1161 - 1228), delfina del Viennois, figlia di Ghigo V di Albon, delfino del Viennois e di Beatrice di Monferrato.

## Biografia
Nel 1263, suo padre, Ugo, succedette al nonno Giovanni nella signoria di Salins.
Suo padre, Ugo, morì nel 1266, e Ottone gli succedette nella signoria di Salins, mentre, l'anno dopo, Ottone succedette a suo nonno Giovanni, morto nel 1267, come Conte di Chalon.
Sua madre, Adelaide, dopo essere rimasta vedova e, dopo la morte del suocero, Giovanni, che governava la Franca Contea, per conto del figlio e della nuora, si sposò, in seconde nozze, all'età di 48 anni, con Filippo di Savoia (1207-1285), a cui affidò l'incarico di governare; Filippo di Savoia era fratello, del conte di Savoia, Pietro II, che morì nel 1268, per cui il marito di sua madre, Adelaide, divenne conte Filippo I di Savoia. Filippo di Savoia venne riconosciuto conte di Borgogna anche col documento nº 5156 del Recueil des chartes de l'abbaye de Cluny. Tome 6. Col documento n° LIV del Monumenta Zollerana, datato 1269, Ottone, riconobbe il patrigno come conte di Borgogna.
Sua madre, Adelaide, dopo aver fatto testamento, nel novembre 1278 (come ci viene confermato dalle Histoire généalogique de la royale maison de Savoie, tome IV, Partie 1), morì a Évian, in Alta Savoia, sulle sponde del lago di Ginevra, l'8 marzo 1279, all'età di sessant'anni. Il patrigno, Filippo, gli cedette il titolo di conte di Borgogna, e si ritirò in Savoia; infatti già col documento nº 85 del Cartulaire de Hugues de Chalon (1220-1319), del 27 aprile di quello stesso anno, Ottone si definisce conte di Borgogna e signore di Salins.

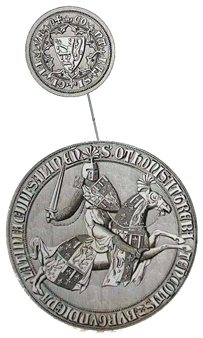
Sigillo di Ottone IV di Borgogna

Ottone cercò di sottrarre la contea all'autorità dell'imperatore, che era anche re di Arles (Rodolfo I d'Asburgo intendeva riaffermare il vassallaggio della contea di Borgogna al regno di Germania, cercando di riappropriarsi del regno di Arles), specialmente dopo che era divenuto re di Francia, Filippo il Bello, sino a che il re dei Romani, Rodolfo d'Asburgo, si presentò a Besançon, con un imponente esercito tanto da sventare le manovre di ribellione di Ottone, che gli intrighi francesi. Rodolfo riuscì così a mantenere la sua autorità sul regno di Arles: Ottone e tutti gli altri feudatari del regno gli fecero atto di sottomissione.
Dopo che Adolfo di Nassau era stato eletto re dei Romani, nel 1292, su sollecitazione del re di Francia, Filippo IV il Bello, pur essendo un vassallo di Adolfo, fu tra coloro che si opposero all'elezione, per cui Adolfo dichiarò il conte palatino di Borgogna, Ottone, decaduto da tutti i suoi titoli e da tutti i suoi feudi, però senza portargli guerra, per cui la sua dichiarazione fu lettera morta.
Ottone IV concordò il matrimonio tra sua figlia, Giovanna e il secondogenito del re di Francia, Filippo il Lungo, confermando le condizioni di vassallaggio della Franca Contea, o contea di Borgogna alla Francia, note come le convenzioni di Vicennes.; dopo il trattato concluso tra Filippo il Bello e il nuovo re di Germania, Alberto d'Asburgo, la Franca contea era sempre più legata alla Francia.
Nel 1302, alla morte di suo suocero, il conte d'Artois, Roberto II il Nobile, alla Battaglia di Courtrai, la contea d'Artois, a causa della morte prematura, dei due fratelli maschi della moglie, nel 1272, di Roberto, bambino e, nel 1298, di Filippo, venne contesa tra sua moglie Matilde ed il nipote, ancora minorenne, Roberto, figlio di Filippo, che rivendicava il feudo, in quanto discendente della linea maschile.. Ebbe la meglio Matilde, per cui Ottone divenne conte consorte della contea d'Artois. Poi la corte di Parigi poi la confermò a Matilde, in due processi successivi, nel 1308 e nel 1319.
Morì il 7 marzo 1303, a Melun, a seguito delle ferite riportate nella battaglia di Cassel, del 5 dicembre 1302, a seguito della spedizione voluta dal re di Francia, Filippo il Bello, di cui Ottone IV era a capo, in quanto come nuovo conte d'Artois dovette combattere contro le truppe dei fiamminghi, del Principato vescovile di Liegi.
Fu sepolto nell'Abbazia di Lys, vicino a Melun. Dopo 6 anni il corpo fu riesumato per essere sepolto nell'abbazia di Cherlieu dove, sopra la tomba di marmo nero gli fu costruito un monumento, in marmo bianco, raffigurandolo sdraiato, rivestito dell'armatura.
Gli succedette il figlio Roberto di Borgogna, sotto la tutela della madre Matilde di Artois.

## Matrimoni e discendenza
Secondo il documento nº 578 del Cartulaire de Hugues de Chalon (1220-1319), del 1258, i suoi genitori, Ugo di Chalon e Adelaide di Borgogna, si impegnano a confermare la promessa di matrimonio tra Ottone e Filippa, la figlia maggiore del conte di Bar, Tebaldo II
Nel 1263 Ottone si sposò con Filippa di Bar (?-1290), figlia del conte di Bar, Tebaldo II e della moglie (Giovanna di Toucy), come ci viene confermato dal documento CCXLI, del 1271, delle Mémoires et documents inédits pour servir à l’histoire de la Franche-Comté, Tome VIII, inerente a una donazione di Alice o Adelaide di Borgogna alla nuora, Filippa.
Ottone da Filippa di Bar ebbe una figlia:
- Alice ( - †poco dopo il 1283), che, secondo la Histoire généalogique des ducs de Bourgogne de la maison de France, fu fidanzata a Giovanni di Borgogna (1279 - † 1283),[29], figlio del duca di Borgogna, Roberto II e morto ancora bambino[30], poco prima di Alice.

Essendo rimasto vedovo, nel 1291, come ci confermano le Gesta Philippi Tertii Francorum Regis, Ottone aveva sposato, in seconde nozze, con Mahaut o Matilde d'Artois (1268-1329), figlia del conte d'Artois, Roberto II il Nobile (1250-1302) e della signora di Conches Amici di Courtenay figlia di Pietro di Courtenay (1218 - † 1250), signore di Conches e di Mehun, e di Petronilla di Joigny, come ci conferma la Histoire généalogique de la Maison royale de Courtenay.
Sempre secondo la Histoire généalogique de la Maison royale de Courtenay, Roberto II d'Artois era il figlio postumo di Roberto I (fratello del re di Francia, Luigi IX il Santo) e di Matilde del Brabante, (1224 – 1288), figlia del Duca del Brabante, Enrico II.
Ottone da Matilde d'Artois ebbe 3 figli:
- Roberto (1300-1315), conte di Borgogna dall'età di 3 anni, ricordato dalla madre nel proprio testamento del 1328[33].
- Giovanna (1291-1330), ricordata dalla madre nel proprio testamento del 1328[33], contessa di Borgogna, poi regina consorte di Francia, in quanto moglie dal 1307 di Filippo V il Lungo, come conferma il Continuatio Chronici Guillelmi de Nangiaco[34]
- Bianca (1296-1326), regina di Francia, in quanto moglie dal 1308 di Carlo IV il Bello, come conferma il Continuatio Chronici Guillelmi de Nangiaco[35].

## Ascendenza
|                         |                       |                       | Genitori                |  |  | Nonni |  |  | Bisnonni               |  |  | Trisnonni             |  |
|                         |                       |                       |                         |  |  |       |  |  | Stefano III di Auxonne |  |  | Stefano II di Auxonne |  |
|                         |                       |                       |                         |  |  |       |  |  | Stefano III di Auxonne |  |  | Stefano II di Auxonne |  |
|                         |                       | Giuditta di Lorena    |                         |  |  |       |  |  | Stefano III di Auxonne |  |  |                       |  |
| Giovanni d'Auxonne      |                       |                       |                         |  |  |       |  |  | Stefano III di Auxonne |  |  |                       |  |
|                         |                       | Beatrice di Chalon    | Guglielmo III di Chalon |  |  |       |  |  |                        |  |  |                       |  |
|                         |                       | Beatrice di Chalon    | Guglielmo III di Chalon |  |  |       |  |  |                        |  |  |                       |  |
|                         |                       | Beatrice di Chalon    | …                       |  |  |       |  |  |                        |  |  |                       |  |
| Ugo di Châlon           |                       | Beatrice di Chalon    |                         |  |  |       |  |  |                        |  |  |                       |  |
|                         |                       | Ugo III di Borgogna   | Oddone II di Borgogna   |  |  |       |  |  |                        |  |  |                       |  |
|                         |                       | Ugo III di Borgogna   | Oddone II di Borgogna   |  |  |       |  |  |                        |  |  |                       |  |
|                         |                       | Ugo III di Borgogna   | Maria di Blois          |  |  |       |  |  |                        |  |  |                       |  |
| Matilde di Borgogna     |                       | Ugo III di Borgogna   |                         |  |  |       |  |  |                        |  |  |                       |  |
|                         |                       | Beatrice d'Albon      | Ghigo V d'Albon         |  |  |       |  |  |                        |  |  |                       |  |
|                         |                       | Beatrice d'Albon      | Ghigo V d'Albon         |  |  |       |  |  |                        |  |  |                       |  |
|                         |                       | Beatrice d'Albon      | Beatrice del Monferrato |  |  |       |  |  |                        |  |  |                       |  |
| Ottone IV di Borgogna   |                       | Beatrice d'Albon      |                         |  |  |       |  |  |                        |  |  |                       |  |
|                         | Bertoldo IV d'Andechs | Bertoldo I d'Istria   |                         |  |  |       |  |  |                        |  |  |                       |  |
|                         | Bertoldo IV d'Andechs | Bertoldo I d'Istria   |                         |  |  |       |  |  |                        |  |  |                       |  |
|                         | Bertoldo IV d'Andechs | Edvige di Wittelsbach |                         |  |  |       |  |  |                        |  |  |                       |  |
| Ottone II di Borgogna   | Bertoldo IV d'Andechs |                       |                         |  |  |       |  |  |                        |  |  |                       |  |
|                         |                       | Agnese di Rochlitz    | Dedi III di Lusazia     |  |  |       |  |  |                        |  |  |                       |  |
|                         |                       | Agnese di Rochlitz    | Dedi III di Lusazia     |  |  |       |  |  |                        |  |  |                       |  |
|                         |                       | Agnese di Rochlitz    | Matilde di Heinsberg    |  |  |       |  |  |                        |  |  |                       |  |
| Adelaide I di Borgogna  |                       | Agnese di Rochlitz    |                         |  |  |       |  |  |                        |  |  |                       |  |
|                         |                       | Ottone I di Borgogna  | Federico Barbarossa     |  |  |       |  |  |                        |  |  |                       |  |
|                         |                       | Ottone I di Borgogna  | Federico Barbarossa     |  |  |       |  |  |                        |  |  |                       |  |
|                         |                       | Ottone I di Borgogna  | Beatrice di Borgogna    |  |  |       |  |  |                        |  |  |                       |  |
| Beatrice II di Borgogna |                       | Ottone I di Borgogna  |                         |  |  |       |  |  |                        |  |  |                       |  |
|                         |                       | Margherita di Blois   | Tebaldo V di Blois      |  |  |       |  |  |                        |  |  |                       |  |
|                         |                       | Margherita di Blois   | Tebaldo V di Blois      |  |  |       |  |  |                        |  |  |                       |  |
|                         |                       | Margherita di Blois   | Alice di Francia        |  |  |       |  |  |                        |  |  |                       |  |
|                         |                       | Margherita di Blois   |                         |  |  |       |  |  |                        |  |  |                       |  |

### Fonti primarie
- (LA)  Monumenta Germaniae Historica, Scriptores, tomus XVII.
- (LA)  Monumenta Germaniae Historica, Scriptores, tomus XXIII.
- (FR)  Recueil des historiens des croisades. Historiens occidentaux. Tome II.
- (LA)  Recueil des historiens des Gaules et de la France. Tome 20.
- (LA)  Archives de la Maison-Dieu de Châteaudun.
- (LA)  Histoire généalogique de la maison de Vergy.
- (LA, FR)  Cartulaire de Hugues de Chalon (1220-1319).
- (LA)  Monumenta Zollerana.
- (LA)  Histoire généalogique des Sires de Salins, Tome I.
- (FR)  Mémoires et documents inédits pour servir à l’histoire de la Franche-Comté, Tome VIII.
- (LA)  Recueil des chartes de l'abbaye de Cluny. Tome 6.
- (FR)  Cartulaire de Saint-Vallier.
- (FR)  Histoire généalogique de la royale maison de Savoie, tome IV, Partie 1.
- (FR)  Diplomatum Belgicorum nova collectio, sive supplementum ad opera diplomatica Auberti Miræi (Brussels), Tome IV.
- (LA)  Histoire généalogique de la Maison royale de Courtenay.

### Letteratura storiografica
- P.J. Blok e W.T. Waugh, "Germania, 1273-1313", cap. VIII, vol. VI (Declino dell'impero e del papato e sviluppo degli stati nazionali) della Storia del Mondo Medievale, 1980, pp. 332–371.
- Hilda Johnstone, "Francia: gli ultimi Capetingi", cap. XV, vol. VI (Declino dell'impero e del papato e sviluppo degli stati nazionali) della Storia del Mondo Medievale, 1980, pp. 569–607.
- Paul Fournier, "Il regno di Borgogna o d'Arles dal XI al XV secolo", cap. XI, vol. VII (L'autunno del Medioevo e la nascita del mondo moderno) della Storia del Mondo Medievale, 1981, pp. 383–410.
- Henry Pirenne, "I Paesi Bassi", cap. XII, vol. VII (L'autunno del Medioevo e la nascita del mondo moderno) della Storia del Mondo Medievale, 1981, pp. 411–444.
- (FR)  Histoire généalogique des ducs de Bourgogne de la maison de France.